# Holland (Missouri)
Holland – miasto w Stanach Zjednoczonych, w południowo-wschodniej części stanu Missouri, w hrabstwie Pemiscot.